# Michele De Giorgi
Michele De Giorgi (Campi Salentina, 9 ottobre 1968) è un pallavolista italiano.